# Yalahuán

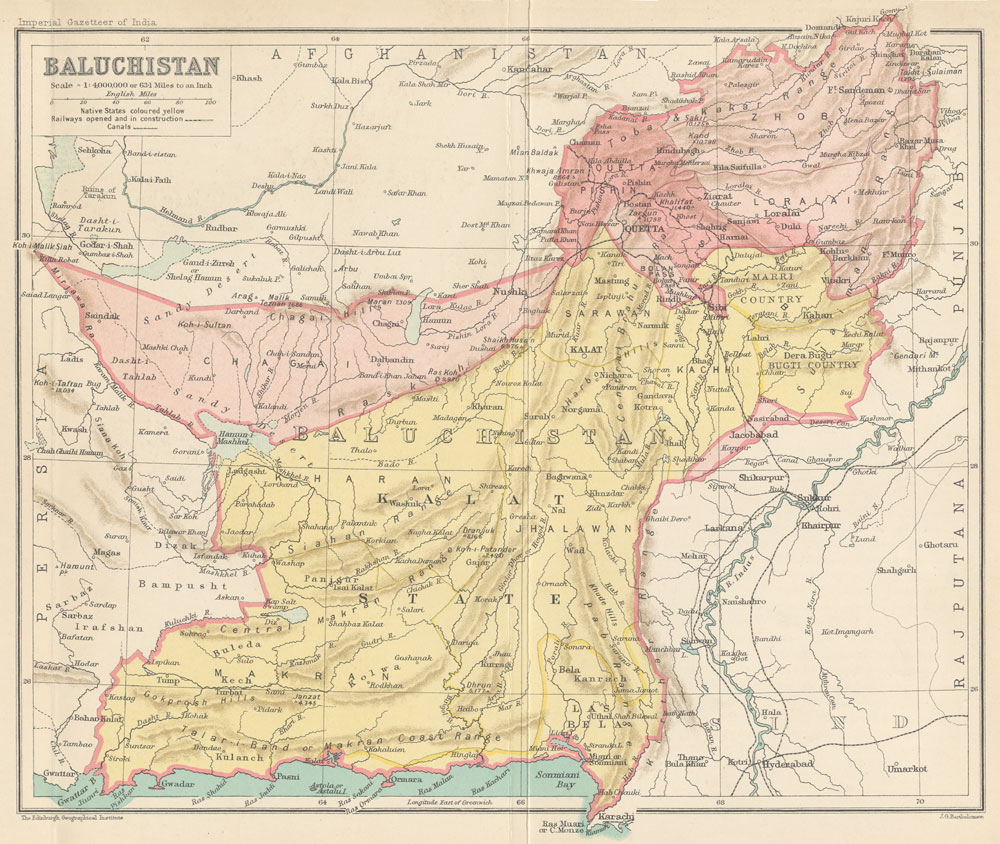
Mapa de la agencia de Baluchistán.

Yalahuán fue una antigua dependencia feudal del kanato de Kalat en Baluchistán formada por el territorio al sur de Kalat y opuesta en el territorio feudal de Sarahuán (al norte). Su superficie se estimaba en 54 721 km². Limitaba al norte con Sarahuán; al sur con el janato de Las Bela; al este con Kachhi y la región (después provincia) de Sind, y al oeste con Jarán y Makrán. La frontera entre Yalahuán y Sind fue fijada en 1853-1854 y demarcada en 1861-1862 aunque con poca precisión.

## Geografía
El territorio estaba dividido en dos partes naturales al norte y sur de Bajuana; al norte las montañas y al sur las tierras bajas del Baluchistán, con varios valles entre las cuales hay que destacar Surab con Gidar, Bajuana, Zajri, Juzdar con Firozabad, Wad, Nal, Saruna, Yace y el valle del río Mashkai. Las montañas forman la parte sur de la cordillera central de Brahui, e incluyen las montañas Harboi y la mayor parte de las sierras de Kirtar y Pab; al oeste las montañas Garr separan el territorio de Jarán y Makrán; en la parte central hay un número de montañas separadas: el Dobanzil (2278 metros), Hushtir (2251 metros), Shashan (2329 metros), y Dra Jel (2512). Los ríos principales son el Hingol (el más largo del Baluchistán, con sus afluentes el Mashkai y el Arra), el Mula, el Hab y el Porali; ríos de menor importancia son el Karj o Karu, el Sain, que va hacia la llanura de Kachhi, y el Kolachi o Gaj.

## Población
No había ninguna ciudad relevante, y el número de pueblos era de 299. La principal villa era Juzdar, la capital. La población es brahui, con baluchis, jats y loris y su número era de 224 073 habitantes en 1901. Las tribus principales eran los zajri (49 000), los mengal (69 000), los jasni (53 000) y los bizanyau (14 000); tribus menores eran los Sajdi, Rodeni, Rekizai, Gurgnari, Sumalari, Kambrani, Mirwari y Kalandarani. La cabeza tribal conjunto del Yalahuán pertenecía al clan Zarakzai de la tribu zajri y era conocido como el Zajri Sardar.

## Administración
Administrativamente el territorio estaba dividido en la parte sujeta directamente al khan de Kalat y las áreas tribales. Las primeras las integraban los niabats de Surab y Juzdar, cada uno gobernado por un naib designado por el khan; en Surab había además un janashin o asistente con sede en Mashkai y en Khuzdar tres janashins a Karj (Karu), Zidi y Bajuana. Un delegado del khan (daroga) residía con los zajris; los intereses del jan a Gazg estaban representados por un terrateniente; las cabezas tribales aunque nominalmente bajo autoridad del jan, de hecho estaban controlados por el agente político a través del Asistente Nativo. Desde 1894 el jan decretó el pago de 40 000 rupias al año a las cabezas tribales con la obligación de mantener la paz en sus respectivas áreas (el sistema se extendió a las cabezas de las tribus rind y magassi de Kachhi); a esta suma el gobierno británico añadió 3600 rupias. Dos estaciones con reclutas tribales (de 10 hombres cada una) se establecieron en Zajri y Saruna y más tarde una en Juzdar, que se sumaba a los 45 reclutas bajo autoridad del naib; el naib de Surab mandaba 25 reclutas; el número de reclutas se aumentaba o disminuía según las necesidades. 

## Arqueología
Quedan restos de varios templos de fuegos y otras construcciones; una tumba interesante cerca de Pandaran y otras en otros lugares, restos de cerámicas, piedras con inscripciones kúfiques y otros restos.